# 南化区

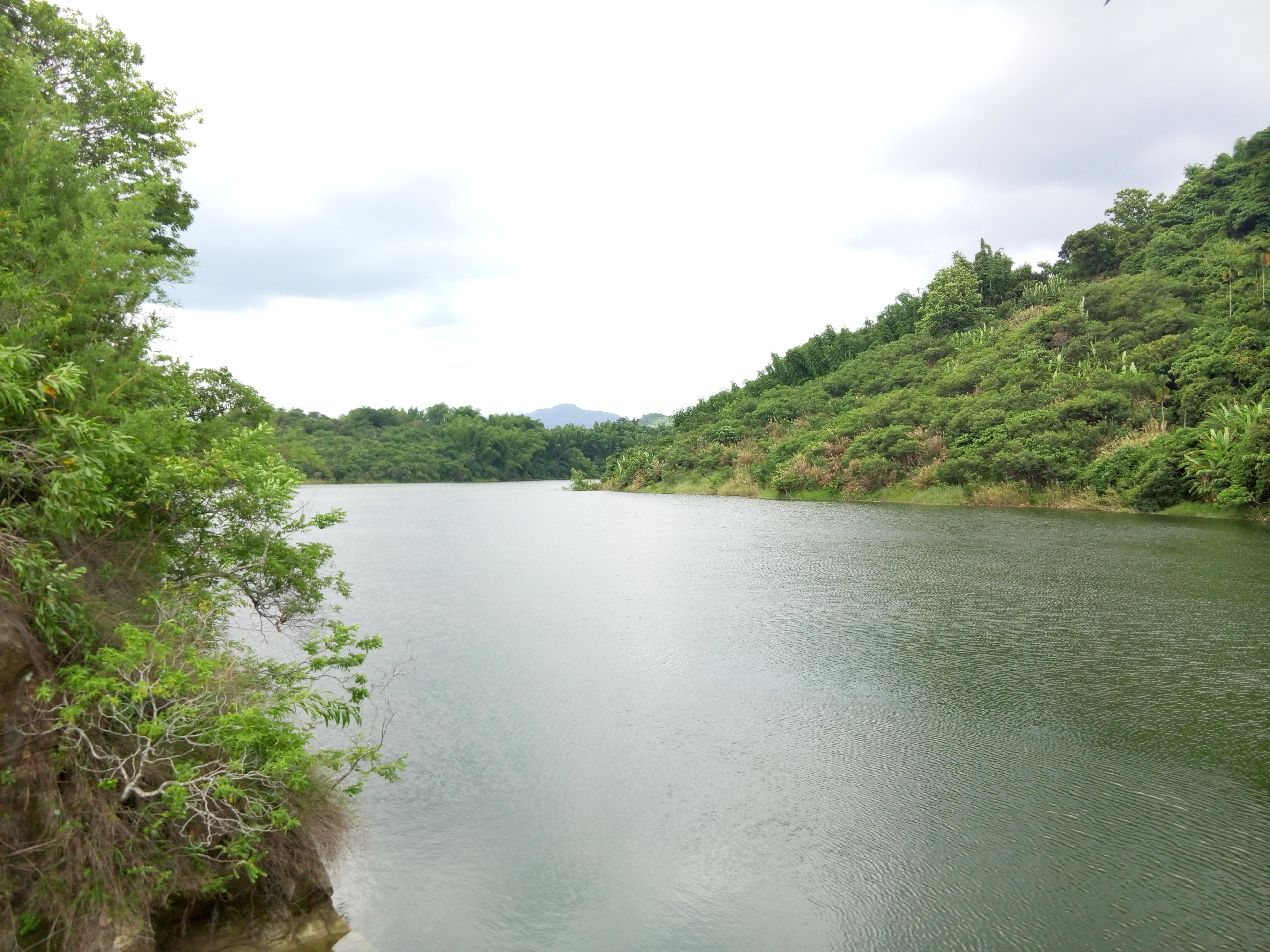
鏡面ダム湖

南化区（ナンフア/なんか-く）は台湾台南市に位置する市轄区。

## 地理
南化区は台南市東部に位置し、北は嘉義県大埔郷、東は高雄市那瑪夏区、内門区、甲仙区、杉林区と、西は楠西区、玉井区と、南は左鎮区と接している。地形は山岳地帯に位置しているため平地が少ない。区内には南化ダム、鏡面ダムが位置している。

## 歴史
南化区は旧名を「南庄」と称し、清代雍正、乾隆年間より漢人による入植が開始された。街区が形成されると「内新化南里」に帰属し、同治年間には別に「南庄街」が形成されている。1915年の西来庵事件は南庄派出所への焼き討ちが発端となり、混乱は玉井、楠西、左鎮などの山間の集落を中心に1年5ヶ月にわたって続いた。1920年の台湾地方改制の際、「南庄街」及び「新化南里」をあわせて「南化」と改称し、台南州新化郡の管轄とした。戦後は台南県南化郷と改められ、2010年12月25日には台南県の台南市編入に伴い南化区と改編され現在に至っている。

## 行政区
| 里                                                                     |
| ---------------------------------------------------------------------- |
| 関山里、南化里、東和里、西埔里、玉山里、北寮里、北平里、中坑里、小崙里 |

## 歴代区長
| 代 | 氏名 | 退任日 |
| -- | ---- | ------ |

## 教育

### 国民中学
- 台南市立南化国民中学

### 国民小学
- 台南市立南化国民小学
- 台南市立北寮国民小学
- 台南市立西埔国民小学
- 台南市立玉山国民小学
- 台南市立瑞峰国民小学

## 交通
| 種別 | 路線名称 | その他 |
| ---- | -------- | ------ |
| 省道 | 台3線    |        |
| 省道 | 台20線   |        |
| 省道 | 台20乙線 |        |
| 鄉道 | 南179線  |        |

## 観光

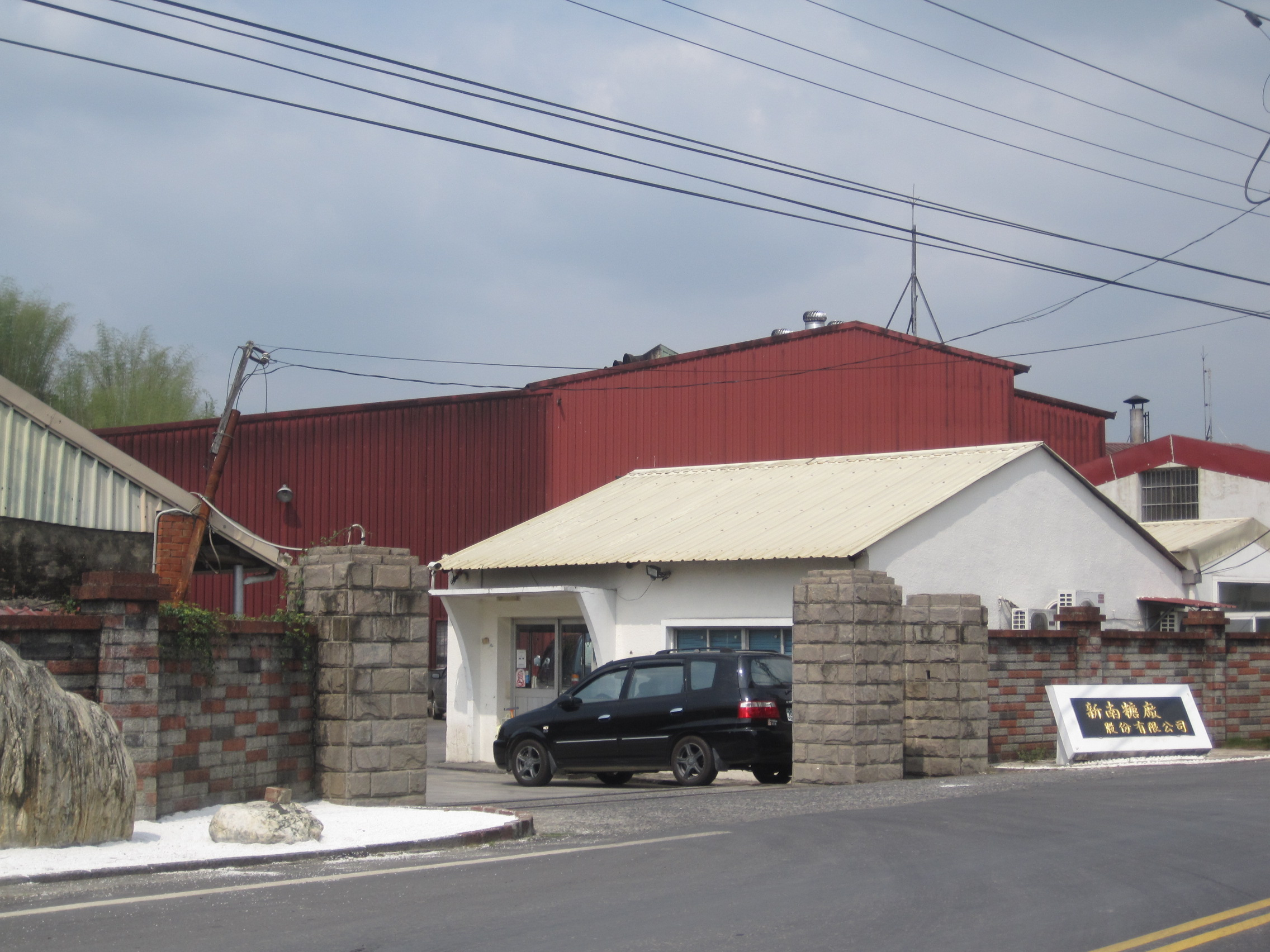
新南製糖工場

- 南化ダム
- 烏山タイワンザル保護区
- 宝光聖堂
- 金光山厚徳紫竹寺
- 南化忠魂塔
- 鏡面ダム